# おまかせ!アニマックスNAVI
『おまかせ!アニマックスNAVI』（おまかせ!アニマックスナビ）は、2011年11月6日から2014年3月2日までCS/BS放送のアニメ専門チャンネル・アニマックスにて放送されていたトーク番組。

## 内容
アニマックスの自社制作番組。当該月にアニマックスで放送予定の作品の中から、通常放送では3つを選び、その作品（主に第1話）を放送。合間のスタジオ収録パートでは、出演者のオリエンタルラジオ等によるトークが繰り広げられる（その3作品に限らず、アニマックス放送作品全般の紹介やフリートークなど）。
放送日は何れもアニマックスの無料開放デーであるため、受信設備さえ整っていれば、チャンネル契約を行っていなくても視聴できる。
2012年10月放送分から、レギュラー女性MCが日南響子から豊田エリーに交代した。

### 出演者
- オリエンタルラジオ（中田敦彦・藤森慎吾）
- 豊田エリー（2012年10月号 - ）

### 過去の出演者
- 日南響子（2011年11月号 - 2012年9月号）

### 放送リスト（おまかせ!アニマックスNAVI）
○:該当
| 放送日        | 開始時刻 | 紹介作品                                           | 放送エピソード                                                      | 当番組が局初放送 | スタジオゲスト                                                             |
| ------------- | -------- | -------------------------------------------------- | ------------------------------------------------------------------- | ---------------- | -------------------------------------------------------------------------- |
| 2011年11月6日 | 11:00    | 頭文字D Second Stage                               | ACT.1「掟破りのスーパーウエポン!」                                  |                  |                                                                            |
| 2011年11月6日 | 11:44    | 学園戦記ムリョウ                                   | 第1話「戦記、始まる」                                               | ○                |                                                                            |
| 2011年11月6日 | 12:20    | べるぜバブ                                         | 第1話「魔王 拾いました」                                            |                  |                                                                            |
| 2011年12月4日 | 11:00    | ちびまる子ちゃん（第2期）                          | 第52話「まる子 毛糸のパンツをいやがる の巻」                        | ○                |                                                                            |
| 2011年12月4日 | 11:44    | Aチャンネル                                        | 第1話「好き An april day」                                          |                  |                                                                            |
| 2011年12月4日 | 12:20    | TIGER & BUNNY                                      | #01「All's well that ends well.（終わりよければすべてよし）」       |                  |                                                                            |
| 2012年1月8日  | 11:00    | ドラゴンボール                                     | 第1話「ブルマと孫悟空」                                             |                  |                                                                            |
| 2012年1月8日  | 11:44    | 青の祓魔師                                         | 第1話「悪魔は人の心に棲む」                                         |                  |                                                                            |
| 2012年1月8日  | 12:20    | 境界線上のホライゾン                               | 第1話「境界線前の整列者達」                                         | ○                |                                                                            |
| 2012年2月5日  | 11:00    | 魔法少女まどか☆マギカ                              | 第1話「夢の中で逢った、ような……」                                   | ○                |                                                                            |
| 2012年2月5日  | 11:44    | 東のエデン                                         | 第1話「王子様を拾ったよ」                                           |                  |                                                                            |
| 2012年2月5日  | 12:20    | HUNTER×HUNTER（2011年版）                          | 第1話「タビダチ×ト×ナカマタチ」                                     | ○                |                                                                            |
| 2012年3月4日  | 11:00    | 結界師                                             | 第1話「右腕の傷」                                                   | ○                | 前田健 宮本笑里 西原理恵子 田口浩正 内藤大助                               |
| 2012年3月4日  | 11:44    | フレッシュプリキュア!                              | 第1話「もぎたてフレッシュ!キュアピーチ誕生!!」                      |                  | 前田健 宮本笑里 西原理恵子 田口浩正 内藤大助                               |
| 2012年3月4日  | 12:20    | のだめカンタービレ                                 | Lesson1                                                             |                  | 前田健 宮本笑里 西原理恵子 田口浩正 内藤大助                               |
| 2012年3月4日  | 13:00    | 毎日かあさん                                       | 第1話                                                               |                  | 前田健 宮本笑里 西原理恵子 田口浩正 内藤大助                               |
| 2012年3月4日  | 13:40    | はじめの一歩                                       | TVスペシャル「はじめの一歩 Champion Road」                          |                  | 前田健 宮本笑里 西原理恵子 田口浩正 内藤大助                               |
| 2012年4月1日  | 11:00    | 機動戦士ガンダムAGE                                | 第1話「救世主ガンダム」                                             | ○                |                                                                            |
| 2012年4月1日  | 11:44    | 青山剛昌短編集                                     | 「ちょっとまってて」                                                |                  |                                                                            |
| 2012年4月1日  | 12:20    | 湾岸MIDNIGHT                                       | 第1話「悪魔のZ」                                                    |                  |                                                                            |
| 2012年5月6日  | 11:00    | 黒子のバスケ                                       | 第1話「黒子はボクです」                                             | ○                |                                                                            |
| 2012年5月6日  | 11:44    | 鋼の錬金術師 FULLMETAL ALCHEMIST                   | 第1話「鋼の錬金術師」                                               |                  |                                                                            |
| 2012年5月6日  | 12:20    | 機動戦士ガンダム                                   | 第41話「光る宇宙」                                                  |                  |                                                                            |
| 2012年6月3日  | 11:00    | こちら葛飾区亀有公園前派出所                       | 第176話「冬眠警官再び」                                             |                  |                                                                            |
| 2012年6月3日  | 11:44    | テニスの王子様 ANOTHER STORY II 〜アノトキノボクラ | 第2話「青春学園七不思議」                                           | ○                |                                                                            |
| 2012年6月3日  | 12:20    | アイアンマン（2010年版）                           | 第1話「アイアンマン、来日」                                         |                  |                                                                            |
| 2012年7月1日  | 11:00    | ハートキャッチプリキュア!                          | 第1話「私、変わります!変わってみせます!!」                          | ○                | 豊田エリー                                                                 |
| 2012年7月1日  | 11:44    | 夏目友人帳 参                                      | 第1話「妖しきものの名」                                             | ○                | 豊田エリー                                                                 |
| 2012年7月1日  | 12:20    | ボボボーボ・ボーボボ                               | 第1話「「毛魂」と書いて「スパークリング」と読ませたい…」            | ○                | 豊田エリー                                                                 |
| 2012年8月5日  | 11:00    | 宇宙兄弟                                           | 第1話「弟ヒビトと兄ムッタ」                                         | ○                | 長沼毅                                                                     |
| 2012年8月5日  | 11:44    | プラネテス                                         | 第1話「大気の外で」                                                 | ○                | 長沼毅                                                                     |
| 2012年8月5日  | 12:20    | じょしらく                                         | 第一席「普段問答/ふく違い/叫び指南」                                | ○                | 長沼毅                                                                     |
| 2012年9月2日  | 11:00    | 聖闘士星矢                                         | 第1話「よみがえれ!英雄伝説」                                        | ○                | 荻野可鈴                                                                   |
| 2012年9月2日  | 11:44    | 美少女戦士セーラームーンSuperS                     | 第1話「運命の出会い! ペガサスの舞う夜」                             | ○                | 荻野可鈴                                                                   |
| 2012年9月2日  | 12:20    | TIGER & BUNNY                                      | #01「All's well that ends well.（終わりよければすべてよし）」       |                  | 荻野可鈴                                                                   |
| 2012年9月2日  | 13:00    | TIGER & BUNNY                                      | #02「A good beginning makes a good ending.（はじめが肝心）」        |                  | 荻野可鈴                                                                   |
| 2012年10月8日 | 11:00    | ルパン三世 (PART.2) デジタルリマスター版           | 第155話「さらば愛しきルパンよ」                                     | [ 10 ]           | 河森正治 池田彩 NON STYLE ルー大柴 金子貴俊 前田健 IMALU 若井おさむ 石黒彩 |
| 2012年10月8日 | 11:40    | 名探偵コナン                                       | 第363話「都会のカラス」                                             | ○                | 河森正治 池田彩 NON STYLE ルー大柴 金子貴俊 前田健 IMALU 若井おさむ 石黒彩 |
| 2012年10月8日 | 12:20    | バクマン。（第1シリーズ）                          | 第1話「夢と現実」                                                   | ○                | 河森正治 池田彩 NON STYLE ルー大柴 金子貴俊 前田健 IMALU 若井おさむ 石黒彩 |
| 2012年10月8日 | 13:00    | スポンジ・ボブ                                     | 第107話「スポンジ・ボブとビーーッグウェイブ」                       |                  | 河森正治 池田彩 NON STYLE ルー大柴 金子貴俊 前田健 IMALU 若井おさむ 石黒彩 |
| 2012年10月8日 | 13:40    | ハートキャッチプリキュア!                          | 第2話「私って史上最弱のプリキュアですか??」                         |                  | 河森正治 池田彩 NON STYLE ルー大柴 金子貴俊 前田健 IMALU 若井おさむ 石黒彩 |
| 2012年10月8日 | 14:20    | AKB0048                                            | 第1話「消せない夢」                                                 | ○                | 河森正治 池田彩 NON STYLE ルー大柴 金子貴俊 前田健 IMALU 若井おさむ 石黒彩 |
| 2012年10月8日 | 15:00    | 機動戦士ガンダムSEED HDリマスター                  | 第1話「偽りの平和」                                                 | [ 10 ]           | 河森正治 池田彩 NON STYLE ルー大柴 金子貴俊 前田健 IMALU 若井おさむ 石黒彩 |
| 2012年10月8日 | 15:40    | 頭文字D Forth Stage                                | ACT.23「エンドレスバトル」                                          |                  | 河森正治 池田彩 NON STYLE ルー大柴 金子貴俊 前田健 IMALU 若井おさむ 石黒彩 |
| 2012年10月8日 | 16:20    | 頭文字D Forth Stage                                | ACT.24「終わらない挑戦」                                            |                  | 河森正治 池田彩 NON STYLE ルー大柴 金子貴俊 前田健 IMALU 若井おさむ 石黒彩 |
| 2012年11月4日 | 11:00    | ママは小学4年生                                    | 第1話「赤ちゃんが降ってきた!」                                      | ○                | 原田まりる                                                                 |
| 2012年11月4日 | 11:44    | ドラゴンボールZ                                    | 第1話「ミニ悟空はおぼっちゃま!ボク悟飯です」                        |                  | 原田まりる                                                                 |
| 2012年11月4日 | 12:20    | 逆境無頼カイジ 破戒録篇                            | 第1話「地の獄」                                                     | ○                | 原田まりる                                                                 |
| 2012年12月2日 | 11:00    | さらい屋五葉                                       | 第1話「形ばかりの」                                                 | ○                | 大輪教授                                                                   |
| 2012年12月2日 | 11:44    | ONE OUTS                                           | 第1話「謎の男」                                                     |                  | 大輪教授                                                                   |
| 2012年12月2日 | 12:20    | 妖怪人間ベム（1968年版）                           | 第1話「恐怖の貨物列車」                                             |                  | 大輪教授                                                                   |
| 2013年1月6日  | 11:00    | シティーハンター3                                  | 第1話「脱モッコリ宣言!XYZは世界を救う」                             |                  | なあ坊豆腐@那奈                                                            |
| 2013年1月6日  | 11:43    | イソップワールド                                   | 第1話「旅のはじまり」                                               | ○                | なあ坊豆腐@那奈                                                            |
| 2013年1月6日  | 12:21    | ジョジョの奇妙な冒険（2012年版）                   | 第1話「侵略者ディオ」                                               | [ 12 ]           | なあ坊豆腐@那奈                                                            |
| 2013年2月3日  | 11:00    | マギ The labyrinth of magic                        | 第1話「アラジンとアリババ」                                         | ○                | ハマカーン                                                                 |
| 2013年2月3日  | 11:44    | 未来少年コナン デジタルリマスターHD版              | 第1話「のこされ島」                                                 | [ 10 ]           | ハマカーン                                                                 |
| 2013年2月3日  | 12:22    | グラップラー刃牙（2001年版）                       | 第1話「宿命への胎動」                                               |                  | ハマカーン                                                                 |
| 2013年2月3日  | 13:00    | グイン・サーガ                                     | 第1話「豹頭の仮面」                                                 | ○                | ハマカーン                                                                 |
| 2013年3月3日  | 11:00    | ドラゴンボールZ                                    | 第152話「17号を飲み込んだ…変身セルは超グルメ」                      |                  | 古川愛李（SKE48）                                                          |
| 2013年3月3日  | 11:44    | ぬらりひょんの孫                                   | 第1話「魑魅魍魎の主となれ」                                         |                  | 古川愛李（SKE48）                                                          |
| 2013年3月3日  | 12:20    | プレイボール                                       | 第1話「伝説のキャプテン」                                           |                  | 古川愛李（SKE48）                                                          |
| 2013年4月7日  | 11:00    | ヤッターマン（2008年版）                           | 第1話「ヤッターマン誕生だコロン!」                                  | ○                | 吉澤ひとみ                                                                 |
| 2013年4月7日  | 11:41    | 名探偵コナン                                       | 第377話「奇抜な屋敷の大冒険（封印編）」                             | ○                | 吉澤ひとみ                                                                 |
| 2013年4月7日  | 12:16    | 名探偵コナン                                       | 第378話「奇抜な屋敷の大冒険（絡繰編）」                             | ○                | 吉澤ひとみ                                                                 |
| 2013年4月7日  | 12:46    | 名探偵コナン                                       | 第379話「奇抜な屋敷の大冒険（解決編）」                             | ○                | 吉澤ひとみ                                                                 |
| 2013年5月5日  | 11:00    | 忍者ハットリくん（2012年版）                       | 第4話 A「サラリーマンは大変でござるの巻」                           | ○                | バッファロー吾郎                                                           |
| 2013年5月5日  | 11:23    | 忍者ハットリくん（2012年版）                       | 第4話 B「忍法テニスで勝負でござるの巻」                             | ○                | バッファロー吾郎                                                           |
| 2013年6月2日  | 11:00    | ドラゴンボールGT                                   | 第1話「謎のDB出現!!悟空が子供に!?」                                 | ○                | 田中真弓                                                                   |
| 2013年6月2日  | 11:41    | ゲゲゲの鬼太郎（2007年版）                         | 第1話「妖怪の棲む街」                                               | ○                | 田中真弓                                                                   |
| 2013年6月2日  | 12:16    | ロボタン（1986年版）                               | 第1話「ロボタン華麗に登場デッス/ロボタン入学作戦デッス」            | ○                | 田中真弓                                                                   |
| 2013年7月7日  | 11:00    | スイートプリキュア♪                                | 第1話「ニャプニャプ〜! スイートプリキュア誕生ニャ♪」                | ○                | 風男塾                                                                     |
| 2013年7月7日  | 11:41    | 銀河へキックオフ!!                                 | 第1話「出会い」                                                     | ○                | 風男塾                                                                     |
| 2013年7月7日  | 12:16    | うちの3姉妹 おかわりぱれたい                       | 第1話「三女とふたり/うちの社長/動物園へ行こう!」                    | [ 16 ]           | 風男塾                                                                     |
| 2013年8月4日  | 11:00    | 釣りバカ日誌                                       | 第1話「伝説の名コンビ誕生の巻」                                     | ○                | 宮地真緒                                                                   |
| 2013年8月4日  | 11:41    | 新テニスの王子様                                   | 第1話「王子様の帰還」                                               | ○                | 宮地真緒                                                                   |
| 2013年8月4日  | 12:16    | たまこまーけっと                                   | 第1話「あの娘はかわいいもち屋の娘」                                 |                  | 宮地真緒                                                                   |
| 2013年9月1日  | 11:00    | 美少女戦士セーラームーン セーラースターズ          | 第1話「悪夢花を散らす時! 闇の女王復活」                             | ○                | 中村静香                                                                   |
| 2013年9月1日  | 11:41    | NINKU -忍空-                                       | 第1話「子忍の風助!」                                                | ○                | 中村静香                                                                   |
| 2013年9月1日  | 12:16    | 機動武闘伝Gガンダム                                | 第1話「G（ガンダム）ファイト開始! 地球に落ちたガンダム」            | ○                | 中村静香                                                                   |
| 2013年10月6日 | 11:00    | ハチミツとクローバー                               | chapter.1「……人が恋に落ちる瞬間を初めて見てしまった。まいったな……」 |                  | 足立梨花                                                                   |
| 2013年10月6日 | 11:41    | 家なき子 デジタルリマスター版                      | 第1話「シャバノン村のレミ少年」                                     | ○                | 足立梨花                                                                   |
| 2013年10月6日 | 12:16    | 攻殻機動隊 STAND ALONE COMPLEX                     | 第1話「公安9課 SECTION-9」                                          |                  | 足立梨花                                                                   |
| 2013年11月3日 | 11:00    | ちびまる子ちゃん                                   | 第220話「まる子の生まれた日」の巻                                   | ○                | おかもとまり                                                               |
| 2013年11月3日 | 11:41    | 魔法騎士レイアース デジタルリマスター版            | 第1話「伝説のマジックナイト始動」                                   |                  | おかもとまり                                                               |
| 2013年11月3日 | 12:16    | 黒子のバスケ                                       | 第26話「こんな所で会うとはな」                                      | ○                | おかもとまり                                                               |
| 2013年12月1日 | 11:00    | ルパン三世 (PART.2) デジタルリマスター版           | 第110話「激写 これが不二子だ」                                      | ○                | 諏訪道彦                                                                   |
| 2013年12月1日 | 11:41    | 名探偵コナン                                       | 第310話「黒の組織との接触（追跡編）」                               | ○                | 諏訪道彦                                                                   |
| 2013年12月1日 | 12:16    | 名探偵コナン                                       | 第311話「黒の組織との接触（決死編）」                               | ○                | 諏訪道彦                                                                   |
| 2013年12月1日 | 12:46    | まじっく快斗                                       | 第1話「蘇る怪盗」                                                   |                  | 諏訪道彦                                                                   |
| 2014年1月5日  | 11:00    | 君に届け                                           | episode.1「プロローグ」                                             | ○                | 真山りか（私立恵比寿中学）                                                 |
| 2014年1月5日  | 11:41    | ケロロ軍曹 第1シーズン                             | 第1話-A「我が輩がケロロ軍曹 であります」                            |                  | 真山りか（私立恵比寿中学）                                                 |
| 2014年1月5日  | 11:41    | ケロロ軍曹 第1シーズン                             | 第1話-B「ケロロ 大地に立つ であります」                             |                  | 真山りか（私立恵比寿中学）                                                 |
| 2014年1月5日  | 12:16    | ど根性ガエル デジタルリマスター版                  | 第1話「ピョン吉誕生の巻」                                           | ○                | 真山りか（私立恵比寿中学）                                                 |
| 2014年2月2日  | 11:00    | テニスの王子様                                     | 第1話「王子様現る」                                                 |                  | 仲谷明香                                                                   |
| 2014年2月2日  | 11:41    | キルラキル                                         | 第一話「あざみのごとく棘あれば」                                    | ○                | 仲谷明香                                                                   |
| 2014年2月2日  | 12:16    | 機動戦士Vガンダム                                  | 第1話「白いモビルスーツ」                                           |                  | 仲谷明香                                                                   |
| 2014年3月2日  | 11:00    | マギ The kingdom of magic                          | 第1話「旅立ちの予感」                                               |                  | 吉木りさ                                                                   |
| 2014年3月2日  | 11:41    | Paradise Kiss                                      | 第1話「アトリエ」                                                   |                  | 吉木りさ                                                                   |
| 2014年3月2日  | 12:16    | 夏目友人帳 肆                                      | 第1話「とらわれた夏目」                                             |                  | 吉木りさ                                                                   |

### ネット局・放送時間
| 放送地域 | 放送局       | 放送系列  | 放送期間        | 放送日時                  | 備考     |
| -------- | ------------ | --------- | --------------- | ------------------------- | -------- |
| 日本全域 | アニマックス | CS/BS放送 | 2011年11月6日 - | 毎月第1日曜 11:00 - 13:00 | 無料放送 |

## アニメ見るならアニマックス
アニマックスがBSデジタル上にて放送を開始した2011年10月1日、記念番組として12:00 - 18:00に6時間番組『BS放送開始記念番組 アニメ見るならアニマックス』（ビーエスほうそうかいしきねんばんぐみ アニメみるならアニマックス）が放送された。番組の進行スタイルは翌月に始まる『おまかせ!アニマックスNAVI』と類似しており、雛形とも言える番組であった。スタジオパートの出演者は、はんにゃ（金田哲・川島章良）と小林麻耶など。
2012年3月3日には同じく6時間編成で第2弾を放送。スタジオパートの出演者は、ピース（又吉直樹・綾部祐二）と高見侑里。

### 放送リスト（アニメ見るならアニマックス）
| 放送日        | 紹介作品                     | 放送エピソード                                                              | 当番組が局初放送 |
| ------------- | ---------------------------- | --------------------------------------------------------------------------- | ---------------- |
| 2011年10月1日 | 名探偵コナン                 | 第208話 TVスペシャル「迷宮への入り口 巨大神像の怒り」                       |                  |
| 2011年10月1日 | ちびまる子ちゃん（第2期）    | 第58話「まる子 浅草へ行く の巻」                                            | ○                |
| 2011年10月1日 | こちら葛飾区亀有公園前派出所 | 第140話「両津の体力株式会社」                                               |                  |
| 2011年10月1日 | ドラゴンボールZ              | TVスペシャル「たったひとりの最終決戦 〜フリーザに挑んだZ戦士 孫悟空の父〜」 |                  |
| 2011年10月1日 | 機動戦士ガンダムUC           | episode 1「ユニコーンの日」                                                 | ○                |
| 2011年10月1日 | 頭文字D Fourth Stage         | ACT.1「プロジェクトD」                                                      | ○                |
| 2011年10月1日 | 頭文字D Fourth Stage         | ACT.2「全開!ダウンヒルバトル」                                              | ○                |
| 2012年3月3日  | ドラゴンボールZ              | TVスペシャル「絶望への反抗!! 〜残された超戦士・悟空とトランクス〜」         |                  |
| 2012年3月3日  | 名探偵コナン                 | 第342話 TVスペシャル「ハウステンボスの花嫁」                                | ○                |
| 2012年3月3日  | ケロロ軍曹 第7シーズン       | 第308話-A「ケロロ 第三惑星の悪夢 であります」                               |                  |
| 2012年3月3日  | ケロロ軍曹 第7シーズン       | 第308話-B「夜のケロロ軍曹 であります」                                      |                  |
| 2012年3月3日  | こちら葛飾区亀有公園前派出所 | TVスペシャル「両津vs泣き虫アイドル?日本一周大すごろくゲーム」               | ○                |
| 2012年3月3日  | 紺碧の艦隊                   | 第1話「運命の開戦」                                                         | ○                |
| 2012年3月3日  | 湾岸MIDNIGHT                 | 第1話「悪魔のZ」                                                            | ○                |